# .30 Remington
La cartouche .30 Remington a été créée en 1906 par Remington Arms. C'était la réponse sans bourrelet de Remington à la populaire cartouche .30-30 Winchester. Les munitions d'usine ont été produites jusqu'à la fin des années 1980, mais elles sont désormais exclusivement rechargées manuellement. Les données de charge pour le .30-30 Winchester peuvent être utilisées en toute sécurité pour le .30 Remington. 

## Contexte
Bien que la cartouche soit tombée dans l'oublie, elle subsiste en tant que douille parente des cartouches 10 mm Auto, et 6,8 mm Remington SPC. Contrairement au .30-30, le .30 Remington peut utiliser des ogives pointues standard plutôt que des balles à nez rond lorsqu'il est utilisé dans des carabines avec des magasins internes (Remington modèle 8) et celles avec des chargeurs tubulaires spéciaux (Remington modèle 14). Cela lui donne un avantage possible sur la cartouche .30-30 qui est le plus souvent chambrée dans des fusils à levier disposant de chargeurs tubulaires standard (dans lesquels une balle pointue conventionnelle pourrait entraîner l'allumage des cartouches dans le tube du chargeur). 
Alors que le .30 Remington est balistiquement équivalent à la cartouche Winchester .30-30, les cartouches sont de dimensions différentes et ne sont pas interchangeables. Cependant, les douilles de .30 Remington peuvent être fabriquées à partir de douilles de .30-30, en fermant la bourrelet, en coupant une rainure pour l’extracteur et en reformant à chaud le collet. 